# Ana Cláudia Michels
Ana Cláudia Michels (31 de julio de 1981) es una modelo brasileña.

## Carrera
Ana Claudia empezó a modelar en 1997 con la agencia Mega, una amiga le presentó al dueño de dicha agencia. Ha aparecido en catálogos para Victoria's Secret y Le Lis Blanc, una conocida compañía brasileña, como también en anuncios de Calvin Klein. Ha participado en anuncios para Burberry, Giorgio Armani, Louis Vuitton, Macy's, Nike, y Tommy Hilfiger, y ha figurado en las portadas de revistas prestigiosas como Vogue.

## Biografía
Michaels nació en Joinville, Braail. A la edad de 14 años comenzó a tomar un curso de modelaje animada por su padre. Fue descubierta por una agencia en Florianópolis e invitada a un desfile en Itajaí, Santa Catarina. A la edad 15 años, Ana Claudia empezó a modelar para Ellus, Beneducci y Zoomp. A los 16 años, salió de Brasil a Nueva York. En ese momento, Ana Claudia había sido elegida para integrar el Tour Chanel a través de Japón.